# Thomas Bernhard
Nicolas Thomas Bernhard, avstrijski pisatelj, * 9. februar 1931, Heerlen, Nizozemska, † 12. februar 1989, Gmunden, Avstrija.
Leta 1970 je prejel Büchnerjevo nagrado; uvrščamo ga med najpomembnejše avstrijske avtorje povojnega časa.

## Življenje

### Otroštvo in mladost
Thomas Bernhard se je rodil v Heerlenu na Nizozemskem, kot nezakonski otrok hišne pomočnice Herthe Bernhard (1904–1950) in mizarja Aloisa Zuckerstätterja. Očeta, ki je leta 1940  umrl zaradi zastrupitve s plinom, ni nikoli spoznal.
Mati ga je jeseni 1931 kot dojenčka poslala k njenim staršem na Dunaj. Slabo finančno stanje je leta 1935 prisililo njegovega dedka, pisatelja Johannesa Freumbicherja, da se je skupaj z ženo Anno in takrat 4-letnim Thomasom preselil v Seekirchen na Wallerseju, severno od Salzburga. Tam je Thomas preživel najsrečnejše dni svojega življenja. 
Njegova mati se je leta 1936 poročila z Emilom Fabjanom, frizerjem iz Seekirchna. Družina se je leta 1937 preselila v Traunstein na Zgornjem Bavarskem. Zaradi slabega odnosa s starši in težav v šoli so Thomasa leta 1941 poslali v vzgojni zavod v Saalfeldu (Turingija). Pridobljene travmatične izkušnje je opisal v svoji avtobiografiji. Od leta 1943 je prebival v salzburškem nacionalsocialističnem internatu Johanneum. Dedek se je veš čas zavzemal za njegovo umetniško izobrazbo, med drugim mu je omogočil, da se je učil slikati, peti in igrati violino. Po uničevalnih bombnih napadih na Salzburg se je za kratek čas preselil k družini v Traunstein, a se po končani vojni vrnil v Johanneum, ki je takrat že prišel pod vodstvo katoliške cerkve. Leta 1946 se je vpisal na humanistično gimnazijo. Istega leta je prekinil šolanje, zapustil ustanovo, ki je po njegovem mnenju uničevala duha in se pri Karlu Podlahi izučil za trgovca.
Bernhard je januarja 1949 zbolel za pljučno tuberkulozo in vnetjem porebrnice, boleznijo, ki ga je spremljala vse življenje. Prepeljali so ga v salzburško deželno bolnišnico sv. Johanna, kjer je istočasno ležal njegov dedek, ki je kmalu umrl zaradi odpovedi ledvic. Leta 1950 mu je za posledicami raka umrla tudi mati. Premestili so ga v Grafenhof, bolnišnico za pljučne bolnike v Sv. Veitu na Poggau, kjer je ostal do leta 1951. Tu je spoznal 37 let starejšo Hedwig Stavianicek, s katero ga je vse do njene smrti povezovalo tesno prijateljstvo. Rekel ji je "teta" (Tante). Bila je njegova velika zaupnica in podpornica, ki ga je vpeljala v dunajsko družbo in z njim potovala. V svojem romanu Stari mojstri jo je opisal kot najpomembnejšega človeka v njegovem življenju (Lebensmensch). 

### Začetek literarnega ustvarjanja
Bernhardova pisateljska kariera se je začela leta 1950, s kratko zgodbo Rdeča luč (Das rote Licht), ki jo je objavil pod psevdonimom Thomas Fabian. Čeprav je leta 1957 izdal tudi pesniško zbirko Na zemlji in v peklu (Auf der Erde und in der Hölle), je postal znan predvsem po svojem značilnem slogu pisanja proze in drame. 
Leta 1951 je pričel s študijem odrske igre, dramaturgije in glasbene teorije na Mozarteumu, v Salzburgu. Sočasno je služboval kot svobodni pisatelj ter novinar in kritik pri časniku Demokratisches Volksblatt.
Na posestvu skladatelja Gerharda Lampersberga, pri Gospe Sveti, se je seznanil tako s pisateljskimi kolegi (H.C.Artmann, Christine Lavand, Wolfgang Bauer), kot tudi slikarjem Hundertwasserjem in drugimi umetniki. Spoprijateljil se je z Lampersbergom, njun odnos pa se je kmalu po objavi romana Sečnja: Razburjenje (Holzfällen, 1984) spreobrnil v odkrito sovraštvo. Lampersberg, ki se je prepoznal v liku skladatelja Auersbergerja, je s tožbo dosegel prepoved tiskanja knjige v Avstriji. Tožbo je leta 1985 umaknil. 

### Vierkanthof in kavarne
Bernhard se je leta 1965 preselil v Ohlsdorf, v okrožju Gmunden. Še istega leta je za svoj prvi roman Zmrzal (Frost, 1963) prejel literarno nagrado mesta Bremen (Bremen Literaturpreis). Denarna nagrada mu je omogočila nakup kmetije (Vierkanthof) v Obernathalu. Objekt je 15 let skrbno negoval in obnavljal. Ob svojem delu je užival v sprehodih, na katerih je rad zahajal v kavarne, ki so postale njegov drugi dom. 

### Smrt
Konec novembra 1988 je zbolel za pljučnico, ki ga je znova priklenila na posteljo. Zanj je skrbel njegov polbrat Peter Fabjan, ki je delal kot zdravnik v Gmundnu in ga je negoval že deset let. 12. februarja je Bernhard zaradi zastoja srca umrl v svojem stanovanju v Gmundnu. 
Pokopan je bil v skupni grob s Hedwig Stavianicek, na Dunaju. Sprevoda so se udeležili le najožji znanci. Javnost je za njegovo smrt izvedela šele po pogrebu. 

### Značilnosti Bernhardove literature
Na Bernhardovo literarno ustvarjanje je vplivalo obdobje, ki ga je preživel pri dedku, ob tem pa občutek, da v družini ni bil zaželen in ljubljen, da ga je mati zapustila in oče zanemarjal. 
Njegove romane sestavljajo dolgi, neprekinjeni in vsebinsko prazni monologi prvoosebnega pripovedovalca. Pogosto pretirano upodobljene vsakdanje situacije in filozofska vprašanja prikazujejo pripovedovalčev osebni pogled na stvari. 
V dolgih monologih navadno samotarji, izobčenci, duhovni ljudje, kot jih je poimenoval Bernhard, iščejo uteho v pogovorih s samim sabo in ostajajo sami v svojem razmišljanju o propadu, so umetniki, ki v tem svetu niso več zmožni ustvarjati. Zoperstavljajo se apatični množici in s svojim ostrim razumom napadajo vse, kar je Avstrijcem svetega: državo, ki jo Bernhard opisuje kot nacionalsocialistično, podeželje, vero, zgodovino, priznane avstrijske ustanove, kot je dunajski Burgtheater, slavne umetnike itd.
Posebna slogovna značilnost njegove proze je nenehno stopnjevanje, pretiravanje osnovne ideje, kar se pokaže v nenehnih ponavljanjih besed in stavkov, ki bralca vedno znova povezujejo s pisateljevo utesnjeno duhovnostjo. Pogosto zgradba besedila spominja na metode baročne in serialne glasbe. 
Bernhard bralcu v svojih zgodbah v obliki prvoosebnega pripovedovalca sicer posreduje življenjske izkušnje, a njegovih besedil vseeno ne smemo razumeti povsem avtobiografsko. Njegovi romani in drame predstavljajo besen upor proti človekovemu obstoju in njegovemu bivanju. So prikaz brezupne človeške tragike, samote in popolnega razpada sveta. Ponavljajoča se tema je popolnost umetnosti, kot tudi nezmožnost njenega obstoja, saj popolnost vodi le v smrt.
Popolno obvladovanje jezika in humor v Bernhardovih delih ne puščata vtisa vzvišenosti ali celo poniževanja. Za svoje zapise je iznašel melodičen jezik, ki se elegantno poigrava s ponavljajočimi se besedami, besednimi skupinami in zapleteno zloženimi stavki.
Ob tem so njegovi romani, če jih primerjamo z drugo avantgardno literaturo, dobro razumljivi, saj filozofskim prehodom vedno znova dodaja vsakdanja, skoraj plehka opazovanja. 
Vedno znova se spotika ob »boljšo družbo« Dunaja in Salzburga ter jo tudi ostro kritizira. Avstrijo rad opisuje kot deželo malomeščanov, katerih medsebojne odnose vedno opisuje v najmračnejšem tonu. Njegovi kritični, ponavljajoči se monologi so velikokrat naleteli na neodobravanje, saj je glavne like gradil na osnovi resničnih ljudi, ki so se kasneje v njegovih delih tudi prepoznali. 
Kljub težkim kritikam razmer in odnosov so njegova avtobiografska dela polna ganljivih in iskrenih izpovedi. V njih opisuje premnoge bolečine in ponižanja, ki jih je prenašal v otroštvu ter dedka, ki je odločilno prispeval k njegovemu osebnemu razvoju. Govori o pljučni bolezni, zaradi katere je bil pri 18-ih celo priklenjen na smrtno posteljo, kjer so ga pustili zdravniki, ki so ga že odpisali.

### Odzivi javnosti
Njegova dela so bila v Avstriji pogosto na udaru kritik, veliko predstav je bilo odpovedanih, ali pa so jih zasenčili škandali. Besedila, v katerih kaže odkrit odpor do domovine, so povzročila burne odzive v avstrijski javnosti. Označen je bil za izdajalca, zahtevali so njegovo izgnanstvo, prepovedali so njegove predstave. 
Bernhard, ki je bil zelo prepirljiv, na trenutke tudi samovšečen, se ni bal površnih očitkov na račun njegove literature. Z vsakodnevno objavo njegovega imena v časopisih je prodaja njegovih knjig poskočila. 
Za škandal je poskrbel tudi z oporoko, ki je prepovedala objavljanje in uprizarjanje njegovih del znotraj avstrijskih meja. Njegov edini dedič, Peter Fabjan, ki je ustanovil fundacijo Thomasa Bernharda, je kasneje vendarle dovolil izjeme, tako da so po letu 1999 uprizorili več njegovih dram. Večino teh je režiral Claus Peyman, bivši direktor Burgtheatra in Bernhardov dober prijatelj.

## Slovenski prevodi Bernhardovih del
- Moč navade (Die Macht der Gewohnheit. 1974, slov. 2008)
- Vzrok: Nakazovanje (Die Ursache. Eine Andeutung. 1975, slov. 1989)
- Klet: Odtegnitev (Der Keller. Eine Entziehung. 1976, slov. 1989)
- Dih: Odločitev (Der Atem. Eine Entscheidung. 1978, slov. 1992)
- Izboljševalec sveta (Der Weltverbesserer. 1979, slov. 2003)
- Hlad: Izolacija (Die Kälte. Eine Isolation. 1981, slov. 1994)
- Po vseh višavah je mir (Über allen Gipfeln ist Ruh. 1981)
- Na cilju (Am Ziel. 1981, slov. 2004)
- Otrok (Ein Kind. 1982, slov. 1999)
- Wittgensteinov nečak (Wittgensteins Neffe. 1982, slov. 2007)
- Potonjenec (Der Untergeher. Roman 1983, slov. 2010)
- Sečnja: Razburjenje (Holzfällen. Eine Erregung. Roman 1984, slov. 1993)
- Ritter, Dene, Voss. Drama 1984, slov. 2001
- Stari mojstri (Alte Meister. Roman 1985, slov. 2007)
- Izbris: Razpad (Auslöschung. Ein Zerfall. Roman 1986, slov. 1994)

## Pomembnejše nagrade
- 1965 Literarna nagrada mesta Bremen, Bremen Literaturpreis, za roman Zmrzal (Frost)
- 1968 Avstrijska državna literarna nagrada, Österreichischer Förderungspreis für Literatur, za roman Zmrzal (Frost)
- 1970 Büchnerjeva nagrada
- 1972 Literarna nagrada Grillparzer-Preis, za najboljše dramsko delo – Zabava za Borisa (ein Fest fÜr Boris)
- 1972 Televizijska nagrada Adolf-Grimme-Preis
- 1988 Francoska literarna nagrada Prix Médicis za roman Stari mojstri (Alte Meister)